# ジョン・ウェスレー
ジョン・ウェスレー（John Wesley、1703年6月28日（ユリウス暦6月17日） - 1791年3月2日）は、18世紀のイングランド国教会の司祭で、その後メソジスト運動と呼ばれる信仰覚醒運動を指導した人物。この運動から生じたのがメソジスト派というプロテスタント教会であり、アメリカ合衆国・ヨーロッパ、アジアで大きな勢力をもつに至った。特にアメリカではプロテスタント系で信徒数第2の教派である。聖化を強調し、『キリスト者の完全』を唱えた。これはウェスレー派のメソジストときよめを強調するホーリネス運動に継承されている。

## 概要
オックスフォード大学で神学を学んでいたウェスレーは、その弟チャールズ・ウェスレーとともに、自らの学生生活を律するための小さな学生グループ Holy Club を始める。のちに、この教派を特徴づけ、その通称ともなる生活方法（メソッド）はこのときの日課割りに由来している。
大学を卒業してイングランド国教会の司祭となったウェスレーは、アメリカ・インディアンへの宣教を志して植民地アメリカに渡るが、ほとんど満足な活動さえ行えないまま失意のうちに帰国した。この頃までのウェスレーは厳しい戒律主義者で、自らもそれを実践していたが、ずっと自分の信仰に自信を持てずにいた。そんなとき1738年に、あるボヘミアの宣教師（フス派モラヴィア兄弟団）から聞いたルター説教集の一句が、雷のごとく彼の心と体を打つ。救いの確信は戒律や善行の末に訪れるものではなく、自らの不完全さと罪深さを悟ったときに、既にキリストの自己犠牲によって救われているのだと回心する。この福音とそれに基づく社会奉仕を広めるため、彼は信仰覚醒運動を開始する。しかし、主に信徒からなる多数の辻説教者を用いた運動は、国教会側の激しい反発を招き、邪教集団として迫害される。信徒たちも初期には国教会の礼拝に出ていたが、次第に相容れなくなり独自の礼拝と集会所をもつようになる。

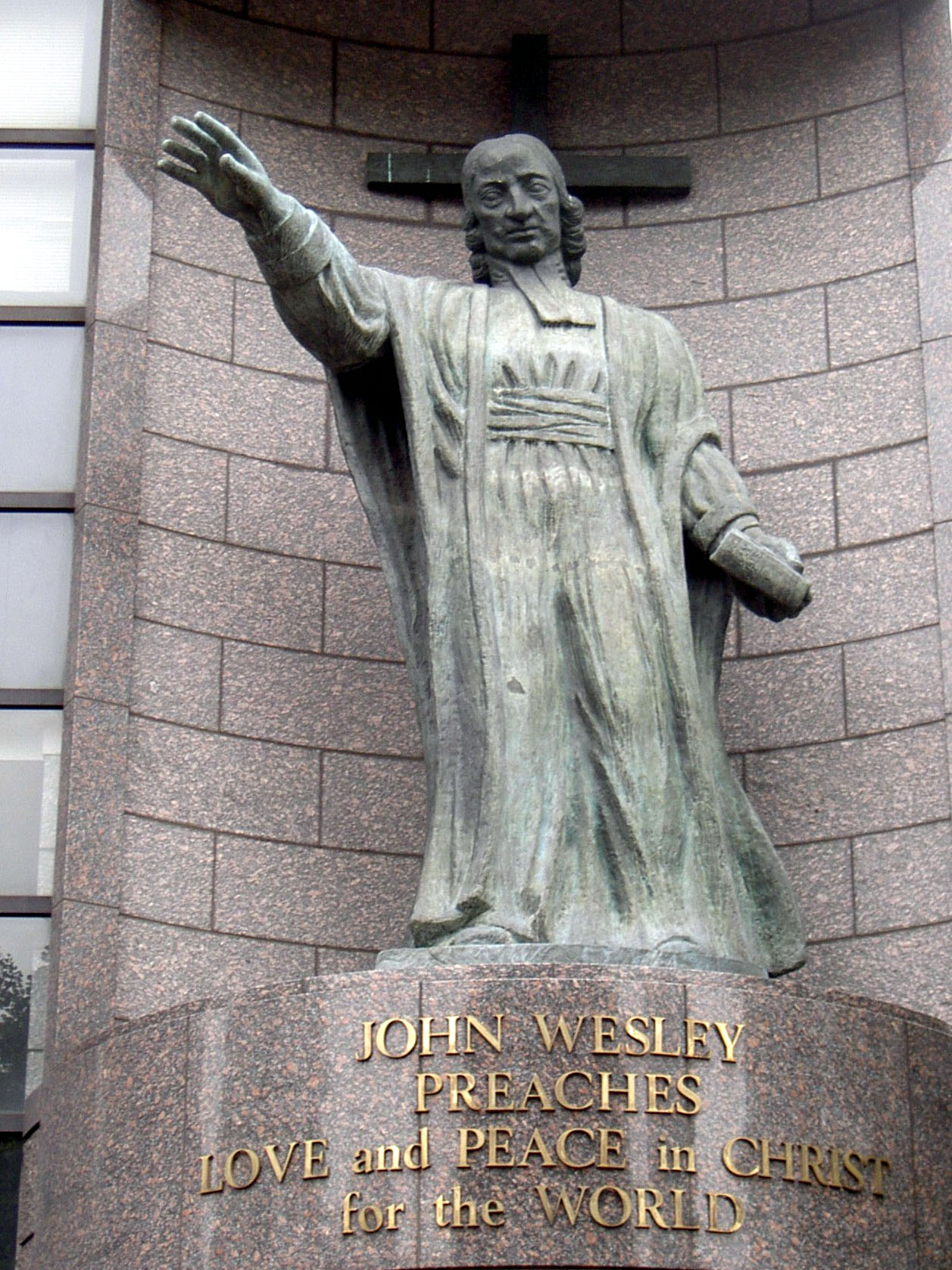
ジョン・ウェスレー像
（東京・青山学院大学構内）

まだ鉄道の通じてない18世紀のイギリスやアイルランド各地を、ウェスレーはその後半生を通じて馬に乗って巡回することに費やす。その目的は、彼が得意とした野外説教を行うことと、聖職者との関係を失った信徒たちに聖餐を授けるためであった。彼の説教は難しい言葉が多く、大衆にはよく分からなかったらしいが、その情熱が感銘を与えたようである。また、カルヴァンの考え方に近いジョージ・ホウィットフィールドもメソジスト運動の指導者として途中まで行動を共にしたが、ウェールズのメソジストは別の道を歩みウェールズ・メソジスト・リバイバルののち長老派を形成した。

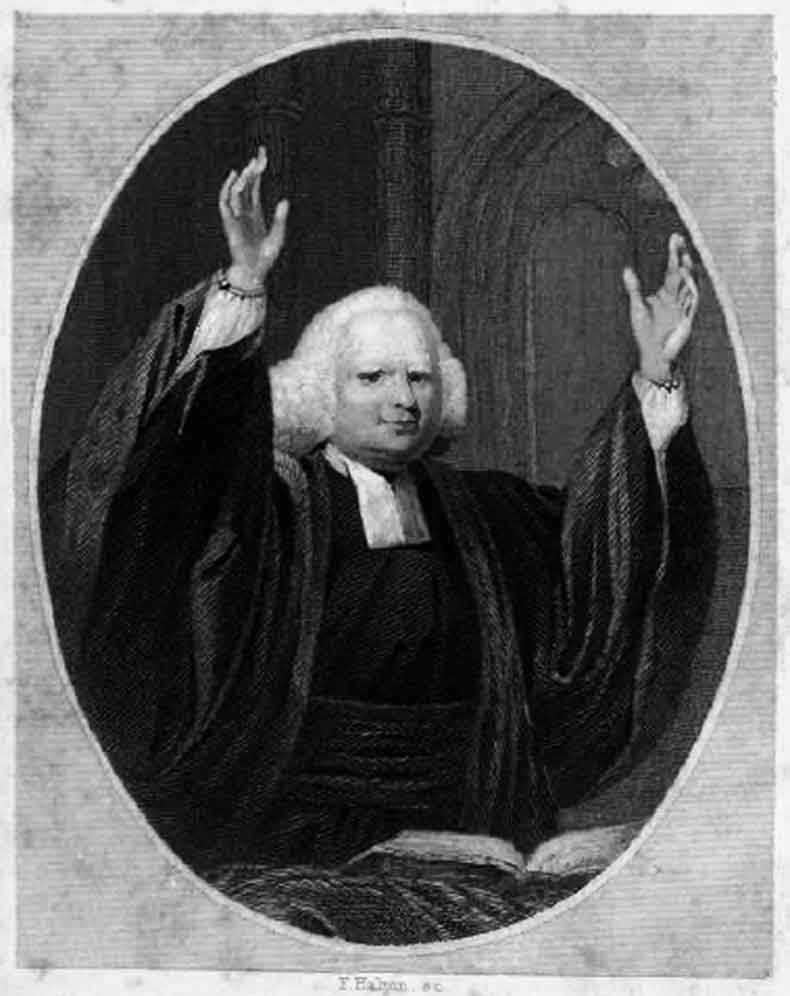
ジョージ・ホウィットフィールド（1714年 - 1770年）

ウェスレーは信仰を巡っては国教会とも争ったが、イギリス国王には忠誠を誓い、国策にも概して協力的であった。当時の対スペイン内戦にも協力を惜しんでいない。メソジストの説教者が無職の流浪者として捕まると、軍隊に強制入隊させられたが、きちんと報国の義務を果たして帰るよう励ましている。
イングランド国教会では、監督・長老・執事と3つの教職の位階を定めているが、ウェスレーは「長老」の立場にあって、監督ではなかった。メソジスト運動が拡大し、イングランド国教会との関係が悪化してきた。当初は、メソジスト・ソサエティの会員は、礼拝は国教会で守り、そこで聖餐の礼典に与るようウェスレーによって指導されていたが、関係の悪化と共に、メソジストの群れでの聖餐式の執行が問題となってきた。この課題の解決のため、自らの下にあって労する信徒伝道者に按手礼を施すよう、ウェスレーはイングランド国教会の監督に願い出たが、この願いは却下された。ウェスレーは長老の立場にあって、按手礼を施す立場にはなかった。
メソジスト運動がアメリカ大陸に拡大し、当時大英帝国の植民地であったアメリカ合衆国が独立するに及んで、ウェスレーは、新大陸のメソジストたちをメソジスト監督教会として組織し、イングランド国教会から独立させざるを得なかった。この頃にはウェスレーは、キング男爵の初期教会史に関する著書を通して、聖書では監督と長老が同等の立場であることを自覚するに至って、長老の立場でありながら、アメリカの信徒伝道者に按手礼を授け、聖礼典を執行する権限を認めるに至った。このようにして摂理的に、アメリカのメソジスト監督教会は、組織的にも神学的にも、イングランド国教会から独立していった。
国教会側の妨害に対しては主に法廷闘争を用いた。初めは迫害された運動も一定の信者数を維持し、その存在が無視できないようになるに従い、社会的認知を伴うようになる。こうして、独立したプロテスタント教会として承認されることになった。また、ウェスレー自身は妻帯していた。また電気ショック療法の信奉者で、自分の信徒や刑務所の受刑者たちにも度々自ら施術していた。ウェスレーの思想を表す書物としては、その説教集と日誌が有名である。

## 日本語訳された著作（年代順）
- 森渓川訳、新訳「基督者の完全」、一粒社、1937年
- 赤沢元造訳、「基督者の完全」（復刻版）、IGM/WGM出版協会、1952年
- 竿代忠一訳、「キリスト者の完全」、日本ウェスレー出版協会、1963年
- 竿代忠一、蔦田真実訳、「キリスト者の完全」、日本ウェスレー出版協会、1987年 ― ジョン・ウェスレーとジョン・フレッチャーのものが合冊。
- 藤本満訳、「キリスト者の完全」、イムマヌエル綜合伝道団・出版事業部、2006年

## ウェスレーの流れをくむ日本の教派

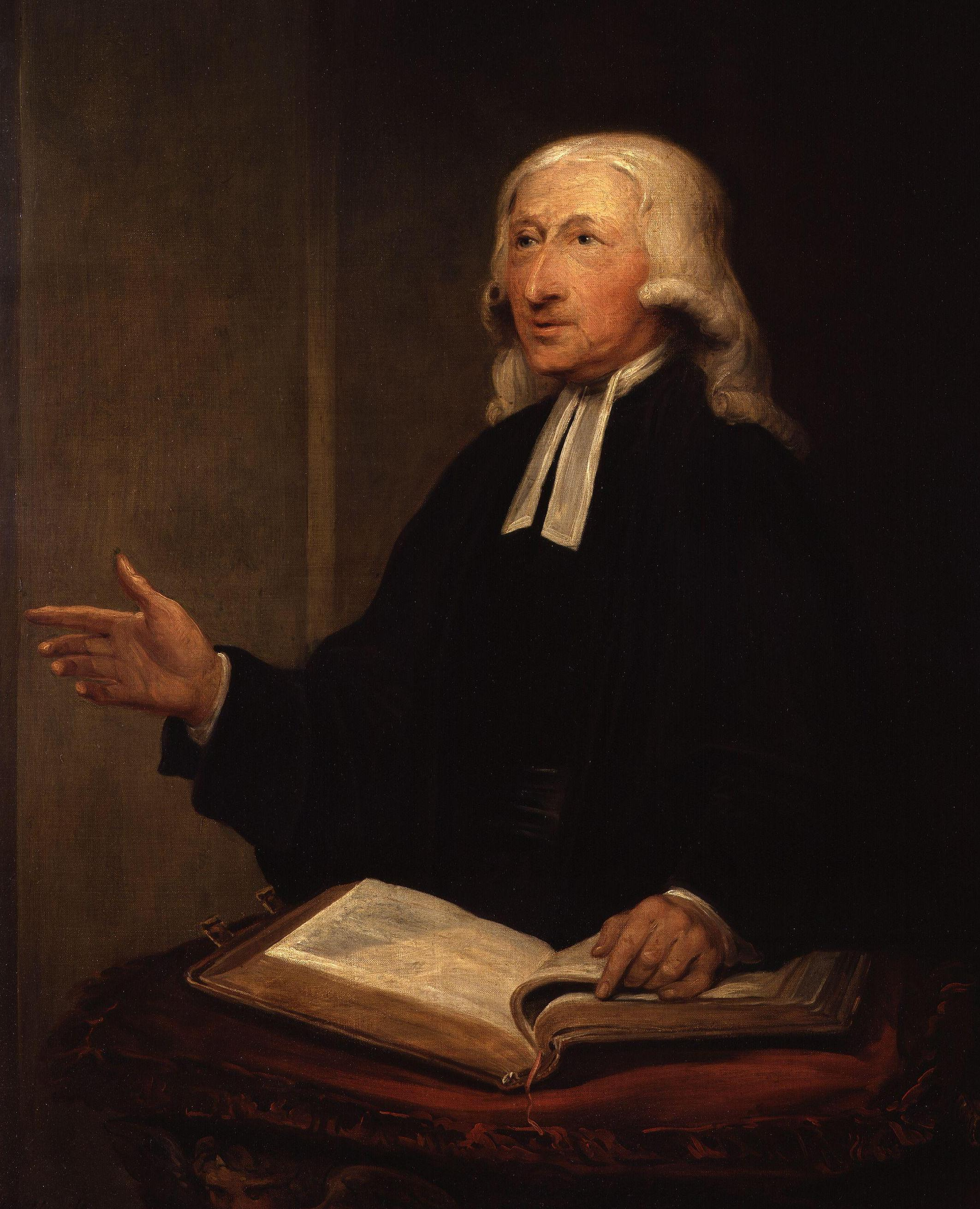
「ジョン・ウェスレー」
（ウィリアム・ハミルトン作）

- 日本基督教団更新伝道会
- 日本フリーメソジスト教団
- 東京フリー・メソジスト教会
- 日本自由メソヂスト教団
- 日本ホーリネス教団
- 日本ナザレン教団
- ホーリネスの群（日本基督教団）
- ウェスレアン・ホーリネス教団
- チャーチ・オブ・ゴッド
- イムマヌエル綜合伝道団
- 日本聖泉基督教会連合
- 日本宣教会
- シオン・キリスト教団
- 救世軍